# 10277 Micheli
10277 Micheli este o planetă minoră (asteroid), cu un diametru de 8,819 km, din centura de asteroizi. A fost descoperită pe 2 martie 1981 la Observatorul Siding Spring de Schelte J. Bus și a fost numită după Marco Micheli⁠(d). 
Obiectul prezintă o orbită caracterizată de o semiaxă mare de 2,7143457 UAi, o excentricitate de 0,09, o înclinație de 1,44737 ° în raport cu ecliptica.